# Mateusz Jankowski
Mateusz Jankowski (ur. 22 marca 1988 w Elblągu) – polski piłkarz ręczny, obrotowy, od 2014 zawodnik Gwardii Opole.

## Kariera sportowa
Wychowanek Truso Elbląg. Następnie uczył się i występował w pierwszoligowym SMS-ie Gdańsk. W sezonie 2007/2008 był zawodnikiem Techtransu-Daradu Elbląg, w którego barwach zadebiutował w Ekstraklasie. W latach 2008–2010 grał w Piotrkowianinie Piotrków Trybunalski, natomiast w latach 2010–2012 w Warmii Olsztyn. W latach 2012–2014 był zawodnikiem Azotów-Puławy, w których barwach występował również w Challenge Cup (rozegrał osiem meczów i zdobył cztery gole).
W 2014 został zawodnikiem Gwardii Opole. W sezonie 2014/2015 wygrał z nią rozgrywki I ligi i awansował do Superligi. W sezonie 2015/2016 wystąpił w najwyższej klasie rozgrywkowej w 27 meczach, w których zdobył 56 goli. W sezonie 2016/2017 rozegrał w Superlidze 30 spotkań i rzucił 81 bramek.
W sezonie 2017/2018 zanotował w lidze 35 występów, w których zdobył 113 goli, a ponadto został wybrany najlepszym zawodnikiem 18. serii spotkań. Dodatkowo w sezonie 2017/2018 wystąpił w czterech meczach Pucharu EHF, w których rzucił 19 bramek. W sezonie 2018/2019, w którym rozegrał 32 spotkania i zdobył 120 goli, został nominowany do nagrody dla najlepszego obrotowego Superligi. Ponadto wystąpił w dwóch meczach Pucharu EHF, w których rzucił cztery bramki.
W 2006 uczestniczył w mistrzostwach Europy U-18 w Estonii, w których rozegrał siedem meczów i zdobył 15 goli. W 2007 wziął udział w mistrzostwach świata U-19 w Bahrajnie. W 2008 wystąpił w mistrzostwach Europy U-20 w Rumunii, w których rozegrał siedem spotkań i rzucił 19 bramek.
W reprezentacji Polski zadebiutował 5 czerwca 2010 w spotkaniu towarzyskim z Litwą (31:31), w którym rzucił dwie bramki. W tym samym miesiącu wystąpił także w rewanżu z Litwą (25:22; zdobył trzy gole) i meczu z Chorwacją (25:24). W 2012 wystąpił w dwóch meczach eliminacyjnych do mistrzostw Europy w Danii (2014).

## Osiągnięcia
Indywidualne
- Gracz Miesiąca Superligi: kwiecień 2019 (Gwardia Opole)[10]
- Nominacja do nagrody dla najlepszego obrotowego Superligi: 2018/2019 (Gwardia Opole)[6]
- Uczestnik meczu gwiazd Ekstraklasy: 2008/2009 (Piotrkowianin Piotrków Trybunalski)[11]

## Statystyki
| Techtrans-Darad Elbląg             | 2007/2008 | Ekstraklasa | 25  | 49  | 2   |
|                                    |           |             |     |     |     |
| Piotrkowianin Piotrków Trybunalski | 2008/2009 | Ekstraklasa | 27  | 65  | 2,4 |
| Piotrkowianin Piotrków Trybunalski | 2009/2010 | Ekstraklasa | 27  | 92  | 3,4 |
| Piotrkowianin Piotrków Trybunalski | Razem     | Razem       | 54  | 157 | 2,9 |
| Warmia Olsztyn                     | 2010/2011 | Superliga   | 25  | 77  | 3,1 |
| Warmia Olsztyn                     | 2011/2012 | Superliga   | 28  | 84  | 3   |
| Warmia Olsztyn                     | Razem     | Razem       | 53  | 161 | 3   |
| Azoty-Puławy                       | 2012/2013 | Superliga   | 26  | 44  | 1,7 |
| Azoty-Puławy                       | 2013/2014 | Superliga   | 24  | 34  | 1,4 |
| Azoty-Puławy                       | Razem     | Razem       | 50  | 78  | 1,6 |
| Gwardia Opole                      | 2014/2015 | I liga      | 24  | 91  | 3,8 |
| Gwardia Opole                      | 2015/2016 | Superliga   | 27  | 56  | 2,1 |
| Gwardia Opole                      | 2016/2017 | Superliga   | 30  | 81  | 2,7 |
| Gwardia Opole                      | 2017/2018 | Superliga   | 35  | 113 | 3,2 |
| Gwardia Opole                      | 2018/2019 | Superliga   | 32  | 120 | 3,8 |
| Gwardia Opole                      | Razem     | Razem       | 148 | 461 | 3,1 |
| Stan na koniec sezonu 2018/2019    |           |             |     |     |     |